# 中华人民共和国人民警察警徽
中华人民共和国人民警察警徽是中华人民共和国人民警察的标志与象征，图案由国徽、盾牌、长城、松枝以及飘带构成。长城、松枝、飘带皆为金黄色。国徽象征国家，盾牌象征人民警察，长城代表人民警察为维护国家安全、社会稳定的钢铁长城，松枝象征人民警察的品质。
目前的警徽于1983年设计。2021年8月1日前中国人民武装警察部队也使用该徽章作为警徽。

## 帽徽
现实使用中有较多人会误将现行的99式警服上的“帽徽”认做警徽。而之前的83式帽徽被确定为警徽至今，因此83式与89式民警警服的帽徽即为现今的警徽而99式警服的银色镂空帽徽则与警徽相异。
2021年8月1日之前，虽然中国人民武装警察部队不属于人民警察编制，但是也使用人民警察警徽。武警部队曾使用和人民警察相同的83式帽徽，在武警部队换发07式警服后帽徽在松枝上多加上了环绕盾的橄榄枝。2021年8月1日，武警部队徽启用，结束了武警采用与人民警察相同徽章的历史。

## 相关法规
- 《中华人民共和国人民警察法》，2012年10月26日修订
- 《人民警察警徽使用管理规定》，2000年3月27日发布